# Casa al carrer Germanes Massanet, 10 (Figueres)
L'edifici del Carrer Germanes Massanet, 10 és una obra del municipi de Figueres (Alt Empordà) inclosa en l'Inventari del Patrimoni Arquitectònic de Catalunya.

## Descripció
És un edifici cantoner situat a prop de l'Ajuntament de Figueres, de planta baixa, dos pisos i golfes i coberta terrassada. Aquesta casa té unes dimensions considerables, amb quatre obertures a la façana del carrer Joan Maragall, i cinc per planta a la façana del carrer Germanes Massanet. Les obertures de la planta baixa són en arc rebaixat, i encara es conserven els carreus originals de la porta d'accés. Les finestres dels pisos superiors decreixen la seva mida a mesura que pugem pisos, però segueixen la mateixa ornamentació, en totes tres plantes. Aquesta consisteix en una motllura sobre la finestra que imita un guardapols.